# Aleucanitis sculpta
Aleucanitis sculpta är en fjärilsart som beskrevs av Rudolf Püngeler 1904. Aleucanitis sculpta ingår i släktet Aleucanitis och familjen nattflyn. Inga underarter finns listade i Catalogue of Life.